# Swainsboro
Swainsboro es una ciudad ubicada en el condado de Emanuel en el estado estadounidense de Georgia. En el año 2000 tenía una población de 6.943 habitantes.

## Geografía
Swainsboro se encuentra ubicada en las coordenadas 32°35′37″N 82°19′56″O / 32.59361, -82.33222 (32.593743, -82.332146).
Según la Oficina del Censo, la localidad tiene un área total de 32,9 km² (12,7 mi²), de la cual 32,1 km² (12,4 mi²) es tierra y 0,8 km² (0 mi²) (2.40%) es agua.

## Demografía
Según la Oficina del Censo en 2000 los ingresos medios por hogar en la localidad eran de $20,268, y los ingresos medios por familia eran $26,789. Los hombres tenían unos ingresos medios de $26,193 frente a los $17,425 para las mujeres. La renta per cápita para la localidad era de $14,617. 